# فرودگاه ریو ورده

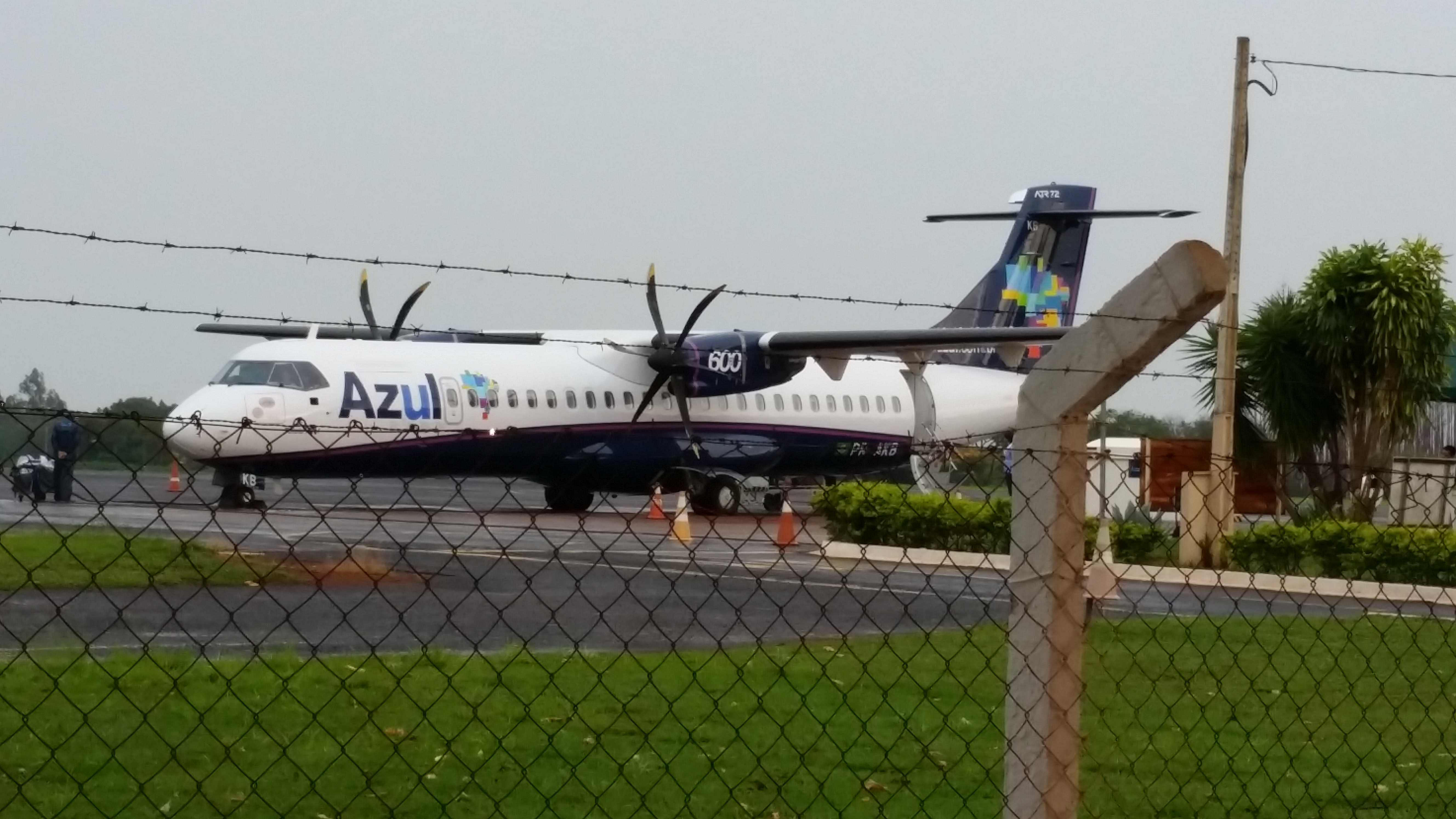
فرودگاه ریو ورده

فرودگاه ریو ورده (به انگلیسی: Rio Verde Airport) (به زبان بومی: Aeroporto General Leite de Castro) یک فرودگاه همگانی مسافربری با کد یاتا RVD است که یک باند فرود آسفالت دارد و طول باند آن ۱۵۰۰ متر است. این فرودگاه در کشور برزیل قرار دارد و در ارتفاع ۷۵۱ متری از سطح دریا واقع شده است.

## شرکت‌های هواپیمایی و مقصدهای پروازی
| شرکت‌های هواپیمایی     | مقصدهای پروازی                                                                   |
| --------------------- | -------------------------------------------------------------------------------- |
| آزول برزیلین ایرلاینز | بلوو هوریزونت/پامپولها – کارلوس درامند داندراد، سانتا جنووا، اوبرلانجه;Sao Paulo |